# Wenn mein Schätzchen auf die Pauke haut
Wenn mein Schätzchen auf die Pauke haut ist ein deutscher Schlagerfilm von 1971. Die Story wird stark von Gags und Musik überlagert.

## Handlung
Der Komponist Kristian Werner hat für das Unternehmen seines Vaters wertvolle Uran-Proben aus Brasilien mitgebracht, die ihm Agenten abjagen möchten. Zufällig trifft Kristian unterwegs nach Waldsee auf Dr. Kellermann und dessen Tochter Anita, welche unbemerkt das Uran mit gewöhnlichen Schottersteinen vertauscht.
An der Schule von Waldsee hat man gleichzeitig ganz andere Probleme. Hier treibt die Schülerbande „Die schwarze Hand“ ihr Unwesen. Keiner ahnt, dass Direktor Berzelius hinter den Anschlägen steckt, da er auf diese Weise seine Pensionierung erreichen möchte. Als bekannt wird, dass der neue Direktor namens Dr. Kellermann schon bald anreisen wird, versucht der trottelige Hausmeister diesen zu vertreiben. Irrtümlich wird Kristian, der sich in Felicitas, die Nichte von Berzelius verliebt, für Dr. Kellermann gehalten.
Schließlich klärt sich alles auf. Die Agenten erbeuten den Koffer mit den wertlosen Schottersteinen, während Kristian dank Anitas Hilfe seine Gesteinsproben wiederfindet und überdies mit Felicitas glücklich wird.

## Schlager
- Roy Black: Wo bist du?
- Roy Black: Keine zehn Pferde…
- Roy Black und Anita: Schön ist es auf der Welt zu sein

## Produktionsnotizen
Nach einem Auftritt in der Rudi Carrell Show engagierte Produzent Karl Spiehs die damals neunjährige Anita Hegerland  für zwei seiner Filme. Die Dreharbeiten erfolgten vom 25. Juni bis zum August 1971 unter anderem am Faakersee, der Villacher Alpenstraße sowie am Wörthersee. 

## Kritiken
„Regisseur Peter Weck verwendete wohl bekannte Verwechslungs-, Blödel- und Sahnekuchen-Gags, setzte eine tüchtige Prise Heimatfilm-Romantik hinzu, mischte einige Roy-Black-Schlager darunter und verrührte alles mit Schulbuben-Klamauk nach Art der populären ‚Lümmel- und Paukerfilme‘“ (Filmecho/Filmwoche)
„Peter Weck hat es diesmal in seine ungeschickte Hand genommen, die Ingredienzien von Schulbank- und Schätzchen-Filmen zu neuerlichem Eintopf zu mixen“ (Der Abend)